# Cantone di Landrecies
Il Cantone di Landrecies era una divisione amministrativa dell'arrondissement di Avesnes-sur-Helpe in Francia.
È stato soppresso a seguito della riforma complessiva dei cantoni del 2014, che è entrata in vigore con le elezioni dipartimentali del 2015.
Comprendeva i comuni di:
- Bousies
- Croix-Caluyau
- Le Favril
- Fontaine-au-Bois
- Forest-en-Cambrésis
- Landrecies
- Maroilles
- Preux-au-Bois
- Prisches
- Robersart